# Bombylius oceanus
Bombylius oceanus är en tvåvingeart som beskrevs av Becker 1908. Bombylius oceanus ingår i släktet Bombylius och familjen svävflugor.
Artens utbredningsområde är Kanarieöarna. Inga underarter finns listade i Catalogue of Life.